# Torwoodlee House

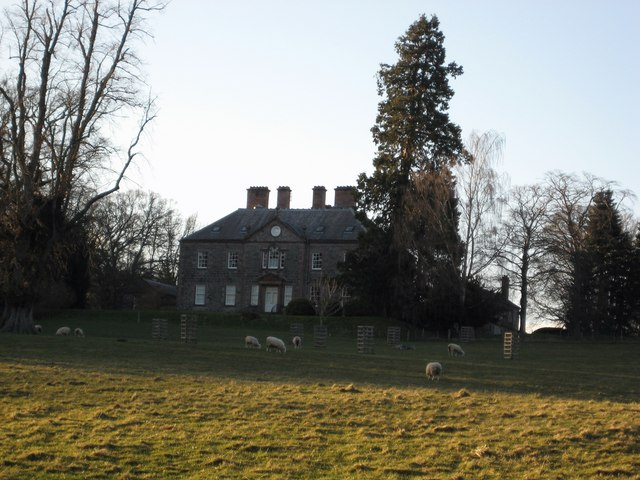
Torwoodlee House

Torwoodlee House ist ein Herrenhaus in der schottischen Kleinstadt Galashiels in der Council Area Scottish Borders. 1971 wurde das Bauwerk in die schottischen Denkmallisten in der höchsten Denkmalkategorie A aufgenommen.

## Geschichte
Im Mittelalter befand sich am Standort ein Tower House namens Torwoodlee Tower. George Pringle ließ dort 1601 einen neuen Wehrturm gleichen Namens errichten. Auf den Ländereien von Torwoodlee wurde 1783 Torwoodlee House erbaut, woraufhin das ältere Tower House obsolet wurde und verfiel. Heute ist es als Scheduled Monument klassifiziert. Nachdem Torwoodlee House zunächst einen länglichen Grundriss aufwies, wurden später flankierende Pavillons sowie ein viktorianisches Vordach hinzugefügt. Im Laufe des 19. Jahrhunderts wurde die Nordseite erweitert.

## Beschreibung
Das Herrenhaus liegt auf einem weitläufigen Anwesen am Nordwestrand von Galashiels etwa 200 m entfernt des rechten Ufers des Gala Water. Das Mauerwerk des symmetrisch aufgebauten, georgianisch ausgestalteten Torwoodlee House besteht aus Bruchstein mit roten Natursteindetails. In den Hang gebaut tritt das Kellergeschoss des zweistöckigen Herrenhauses an der Südseite zutage.